# Domenico Danzuso
Domenico Danzuso (Catania, 4 febbraio 1922 – Catania, 3 dicembre 2000) è stato un critico teatrale italiano.

## Biografia
Per cinquant'anni le sue critiche su spettacoli di prosa e di lirica rappresentati in Italia e all'estero (e pubblicati anche su riviste come Dramma, Sipario, Histrio e Prima Fila, oltre che sul giornale La Sicilia) rappresentarono una voce autorevole per il mondo dello spettacolo. Fondatore e membro del consiglio dell'Associazione critici di teatro, fu anche docente di storia dello spettacolo nell'Accademia di belle arti di Catania. Fu inoltre molto attivo nel sindacato dei giornalisti, ricoprendo cariche nazionali e regionali. Tra i più prestigiosi riconoscimenti ricevuti in vita, il premio Flaiano e la Lente d'oro per la critica drammatica e il Premio Salvo Randone. Pubblicò alcuni libri, tra cui Musica, musicisti e teatri a Catania, scritto con Giovanni Idonea, con cui curò anche le Memorie storiche del Teatro Massimo Bellini, Bellini e le sue donne e Cento giorni di teatro.
Dopo la sua scomparsa fu auspicata l'intitolazione di una strada ma la proposta non ebbe compimento. Furono invece intitolati una Biblioteca comunale dello Spettacolo – in cui sono confluiti migliaia di volumi specialistici donati dalla famiglia –, il foyer del Teatro Sangiorgi, la Sala Danzuso del Conservatorio Bellini di Catania, e alcuni premi.

## Premio Domenico Danzuso
Questo riconoscimento è stato organizzato, a un anno dalla sua morte, da Tony Maugeri con il supporto del Lions Catania Host, della SCAM (Società catanese amici della musica) e del Teatro Stabile di Catania.
Premia ogni anno personaggi ritenuti simbolo del mondo dello spettacolo e della cultura, tra cui, nel corso degli anni, Pippo Baudo, Andrea Camilleri, Roberto Andò, Gabriele Lavia, Mariano Rigillo, Pino Micol, Lucia Poli, Anna Foglietta, Leo Gullotta, Pippo Pattavina, Tuccio Musumeci, Marcello Perracchio, Alessandra Costanzo, Luigi Lo Cascio, Donatella Finocchiaro, Barbara Tabita, David Coco, Francesco Nicolosi, Nino Lombardo, Fabio Armiliato, Simone Alaimo, Carlo Colombara, Giorgio Gualerzi, Italo Moscati, Luigi Lo Cascio, Vincenzo Pirrotta, Lina Scalisi e Giovanni Calcagno.

## Alcune pubblicazioni
- Musica, musicisti e teatri a Catania: dal mito alla cronaca, di Domenico Danzuso e Giovanni Idonea, Palermo, ed. Publisicula, 1985.[13]
- Bellini e le sue donne: amori e delusioni di un genio, di Domenico Danzuso, Catania, ed. Istituto per la cultura e l'arte, 1985.[14]
- Omaggio a Bellini, di Domenico Danzuso, Francesco Gallo e Raffaele Monti, Milano, ed. Mazzotta, 1986.[15]
- Memorie storiche del Teatro Massimo Bellini di Catania, a cura di Domenico Danzuso, Franco Di Silvestro e Giovanni Idonea, Catania, ed. Ente autonomo regionale Teatro Massimo Bellini, 1990.[16]
- Cento giorni di teatro (1949-1999), a cura di Domenico Danzuso, Palermo, ed. Theatrum mundi, 2000.[17]

## Premi e riconoscimenti
- Premio Flaiano sezione teatro
  - 1982 - Premio per la critica teatrale[18]